# Maria Pogorzelska
Maria Pogorzelska, po mężu Sztykiel (ur. 1 września 1922 w Niewodnicy, zm. 17 sierpnia 1992) – polska siatkarka, wicemistrzyni Europy (1950, 1951) – brązowa medalistka mistrzostw Europy (1949), mistrzyni Polski.

## Kariera sportowa
Karierę sportową rozpoczęła w Gedanii w 1947, w 1949 została zawodniczką Gromu Gdynia, zdobywając z klubem wicemistrzostwo Polski w 1949. Od 1950 reprezentowała barwy Kolejarza (Gedanii) Gdańsk. Z gdańskim klubem zdobyła mistrzostwo Polski w 1953 oraz wicemistrzostwo Polski w 1952.
W reprezentacji Polski debiutowała 2 marca 1949 w towarzyskim spotkaniu z Czechosłowacją. Zdobyła dwukrotnie wicemistrzostwo Europy (1950, 1951) oraz brązowy medal mistrzostw Europy (1949). Ostatni raz w biało-czerwonych barwach wystąpiła 13 sierpnia 1953 w meczu igrzysk młodzieży i studentów z ZSRR. Łącznie w I reprezentacji Polski zagrała w 33 spotkaniach.